# Begonia cavaleriei
Espèce
Synonymes
- Begonia cavaleriei var. pinfaensis H.Lév.[1]
- Begonia esquirolii H.Lév.[1]

Statut de conservation UICN

 VU A2c : Vulnérable
Begonia cavaleriei est une espèce de plantes de la famille des Begoniaceae.
L'espèce fait partie de la section Diploclinium.
Elle a été décrite en 1909 par Hector Léveillé (1863-1918).

## Répartition géographique
Cette espèce est originaire des pays suivants : Chine ; Viet Nam.

## Liste des variétés
Selon Tropicos (6 février 2017) (Attention liste brute contenant possiblement des synonymes) :
- variété Begonia cavaleriei var. cavaleriei
- variété Begonia cavaleriei var. pinfaensis H. Lév.